# Xà Phu (chiêm tinh)

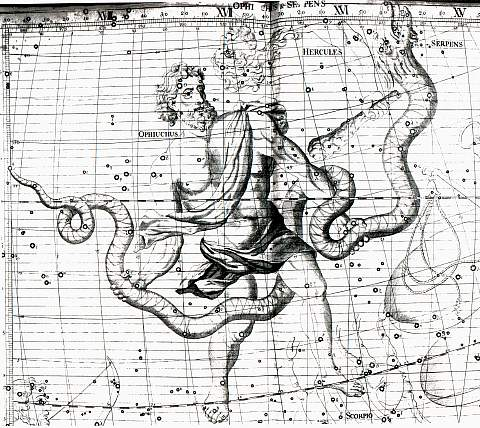
Bản đồ sao từ thế kỷ thứ 18 cho thấy chân của Ophiuchus vượt qua đường Hoàng đạo

Ophiuchus (⛎) (/ɒfiˈjuːkəs/) đôi khi được sử dụng trong chiêm tinh học là dấu hiệu thứ mười ba ngoài mười hai dấu hiệu của Hoàng đạo nhiệt đới, vì chòm sao Ophiuchus cùng tên (tiếng Hy Lạp: Ὀφιοῦχος, "Serpent-bearer") theo quy định của IAU 1930, ranh giới của chòm sao này nằm phía sau Mặt Trời, hay nói cách khác, Mặt Trời đi qua chòm sao này trong khoảng thời gian từ 30 tháng 11 đến 17 tháng 12.
Ý tưởng này dường như có nguồn gốc từ năm 1970 với đề nghị rằng Hoàng đạo bao gồm 14 dấu hiệu (bao gồm cả Kình Ngư (Cetus) xem như là một dấu hiệu). Hoàng đạo gồm 13 dấu hiệu đã được đề xuất bởi Walter Berg và Mark Yazaki vào năm 1995, và đạt được phổ biến nhất định ở Nhật Bản, nơi Ophiuchus được biết đến với tên gọi là  Hebitsukai-Za (tiếng Nhật: へ び つ か い 座?, "The Serpent Bearer").
Trong thiên văn và chiêm tinh học nhiệt đới (bao gồm cả dấu hiệu mặt trời của chiêm tinh học) một cung Hoàng Đạo với 12 dấu hiệu được xác định dựa vào việc chia đường hoàng đạo thành 12 phần bằng nhau chứ không phải là ranh giới chòm sao theo IAU. Hay nói cách khác, mỗi dấu hiệu chiêm tinh không tương ứng với các chòm sao, mà chúng chỉ là tên gọi, đặc biệt là không phải trong trường hợp của các hệ thống nhiệt đới nơi các hệ thống được cố định tương đối so với điểm phân, chuyển động tương đối so với các chòm sao.

## Các bài liên quan
- Cung chiêm tinh
- Xà Phu (chòm sao)